# Paruline à couronne jaune
Geothlypis flavovelata
Espèce
Statut de conservation UICN

 VU C2a(i) : Vulnérable
La Paruline à couronne jaune (Geothlypis flavovelata) est une espèce de passereaux appartenant à la famille des Parulidae.

## Distribution
La Paruline à couronne jaune est endémique du Mexique. On la trouve dans une aire restreinte le long de la côte est dans les états de San Luis Potosí, de Veracruz et de Tamaulipas.

Carte de répartition de l'espèce

## Habitat
Cette paruline habite principalement les marais avec de grandes roselières.